# Alexander Lambsdorff

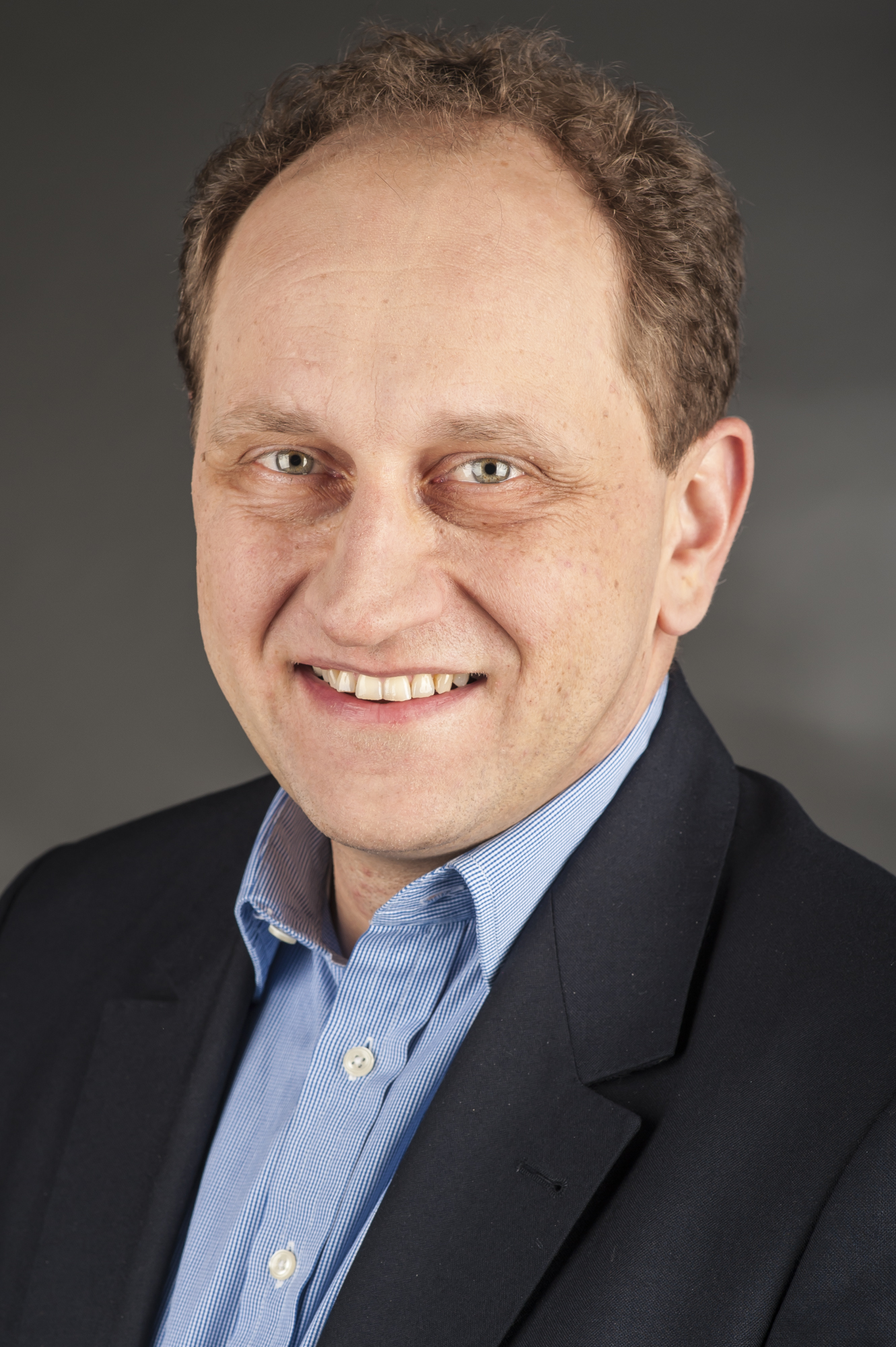
El conde Lambsdorff.

Alexander Sebastian Léonce von der Wenge Lambsdorff también conocido como Alexander-Graf Lambsdorff (Colonia, Alemania occidental, 5 de noviembre de 1966) es un político y diplomático alemán, miembro del Partido Democrático Liberal (FDP).
Desde 2004 hasta 2017 fue diputado del Parlamento europeo por Alemania, siendo uno de sus vicepresidentes desde 2014. En las elecciones federales de Alemania de 2017 fue elegido diputado del Bundestag. En 2023 asumió como embajador de Alemania en Rusia.
El conde de Lambsdorff está casado desde 1994 con Franziska, hija de Werner von Klitzing y de la princesa Wilhelmina de Wied, con la que tiene dos hijos.

## Familia
Es sobrino de Otto Graf Lambsdorff, que fue Ministro Federal de Economía y presidente del Partido Democrático Liberal.